# Sidowayah (Polanharjo)
Sidowayah is een bestuurslaag in het regentschap Klaten van de provincie Midden-Java, Indonesië. Sidowayah telt 2570 inwoners (volkstelling 2010).